# Oxyceros kunstleri
Oxyceros kunstleri là một loài thực vật có hoa trong họ Thiến thảo. Loài này được (King & Gamble) Tirveng. mô tả khoa học đầu tiên năm 1983.